# Maladie végétale émergente
| Pour des raisons techniques, il est temporairement impossible d'afficher le graphique qui aurait dû être présenté ici. |

Une maladie végétale émergente est une maladie des plantes nouvellement apparue et inattendue ou déjà présente dans une certaine population, mais dont l'incidence a augmenté de manière significative au cours d'une période de temps définie. Si la maladie a déjà été émergente dans le passé, on parle de maladie ré-émergente. Elle peut résulter de l'évolution d'un agent phytopathogène (virus, bactérie, champignon, etc.) qui est nouveau ou nouvellement détecté, qui étend son aire de répartition, qui rencontre un nouvel hôte, ou qui change de pathogénie, ou bien d'un agent déjà connu mais qui a évolué ou muté. Les maladies émergentes des plantes cultivées sont les plus étudiées compte tenu des conséquences économiques qu'elles peuvent entraîner, mais elles concernent aussi les plantes sauvages croissant dans des écosystèmes naturels ainsi que les espèces forestières.
L'apparition d'une maladie émergente dépend de divers facteurs qui peuvent être naturels, biotiques ou abiotiques, où d'origine humaine. Elle résulte en général d'une évolution rapide du système constitué par la plante-hôte et l'agent pathogène (pathosystème végétal). Celui-ci évolue généralement selon un processus biologique lent de coévolution de la plante-hôte et de l'agent pathogène durant le processus de domestication, mais dans le cas des maladies émergentes intervient un processus rapide lié soit à un changement d'hôte (saut d'hôte), soit à une recombinaison génétique par hybridation ou par transfert horizontal de gènes qui confère une nouvelle virulence à l'agent pathogène. L'émergence de nouvelles maladies est aussi favorisée par des facteurs humains, tels que l'augmentation des échanges entre pays et continents et le développement de l'agriculture intensive, souvent de cultures homogènes sur le plan génétique, ou par des facteurs environnementaux qui peuvent favoriser la propagation des agents pathogènes.
Compte tenu de l'importance des facteurs humains, une coopération internationale s'est instaurée depuis 1951 avec la signature de la Convention internationale pour la protection des végétaux (CIPV), destinée à limiter les risques liés à l'introduction et la dissémination de nouveaux agents pathogènes et de nouvelles
maladies. La même année était créée l'Organisation européenne et méditerranéenne pour la protection des plantes (OEPP) qui compte cinquante États-membres de la zone euro-méditerranéenne et s'intéresse à l’ensemble des ravageurs et maladies et propose des mesures phytosanitaires en vue de protéger les cultures.
D'autres organisations similaires se sont créées dans les autres continents, notamment l'Organisation nord-américaine pour la protection des plantes (NAPPO) en 1952.

## Histoire
Historiquement, la question des maladies émergentes chez les plantes cultivées, a été marquée par l'apparition dans la deuxième moitié du XIXe siècle de graves épidémies en Europe : mildiou de la pomme de terre (1844), oïdium de la vigne (1845), encre du châtaignier (1860), mildiou de la vigne (1878), black-rot de la vigne (1885), cercosporiose de la betterave (1887), entre autres. C'est à cette époque que la pathologie végétale s'est établie en tant que discipline scientifique autonome.
L'irruption de maladies émergentes végétales peuvent conduire à des catastrophes économiques et humaines, mettant en cause la sécurité alimentaire de certaines régions, comme l'illustrent plusieurs cas historiques.
L'arrivée en Europe d'une nouvelle souche de Phytophthora infestans associé à une pratique de quasi-monoculture a dévasté les cultures de pommes de terre, provoquant en Irlande entre 1845 et 1852 la « grande famine » responsable d'un million de morts et de l'émigration de plusieurs millions de personnes.
Au Bengale en 1942, l'épidémie d'helminthosporiose du riz, causée par le champignon, Bipolaris oryzae (téléomorphe : Cochliobolus miyabeanus), a provoqué des pertes de rendement de 50 à 90 %. Elle a été l'un des principaux facteurs de la famine du Bengale, entraînant la mort de 2 millions de personnes, surtout dans les villes de Calcutta et Dacca,. De même, en Ouganda dans les années 1992-1997, une épidémie due à l'apparition d'un virus recombinant de la mosaïque du manioc provoque des famines. Ce pays a été également frappé par l'apparition en 1999 d'un nouvelle souche, dénommée Ug99 et particulièrement virulente, de Puccinia graminis f. sp. triticiee, agent causal de la rouille noire du blé.

## Exemples de maladies végétales émergentes
Le chancre bactérien des agrumes, maladie bactérienne causée par Xanthomonas axonopodis pv. citri, conduit à des chancres sur diverses espèces d'agrumes, comme l'oranger et le pamplemoussier, et à la chute prématurée des fruits. Originaire du Sud-Est asiatique, cette maladie s'est répandue dans de nombreux pays et a émergé en Floride en 1995.
Le complexe du dessèchement rapide de l'olivier est une maladie bactérienne due à Xylella fastidiosa apparue en Italie dans les années 2000. Cette bactérie, dont a isolé de multiples souches, est à l'origine d'autres maladies des plantes comme :
- la maladie de Pierce, qui affecte la vigne et qui a réémergé en Califormie en 1997 à la faveur d'un nouvel insecte vecteur, une espèce de cicadelles, Graphocephala atropunctata[1],
- ou la chlorose panachée des agrumes, apparue en 1984 en Argentine et qui a émergé en 1987 dans l'État de São Paulo au Brésil[6].

La maladie du fruit rugueux brun de la tomate causée par un phytovirus, le Tomato brown rugose fruit virus (ToBRFV), est apparue pour la première fois en Israël en 2014 et s'est largement répandue dans le monde depuis 2019. Une autre maladie virale émergente est due au virus New Delhi des feuilles enroulées de la tomate (ToLCNDV, Tomato leaf curl New Delhi virus), détecté en Inde sur tomate en 1995. Ce dernier virus s'est répandu dans les années 2010 sur cultures de courgettes et concombres dans des pays méditerranéens (Espagne, Tunisie, Italie). Ces deux virus ont été détectés en France en 2020,.

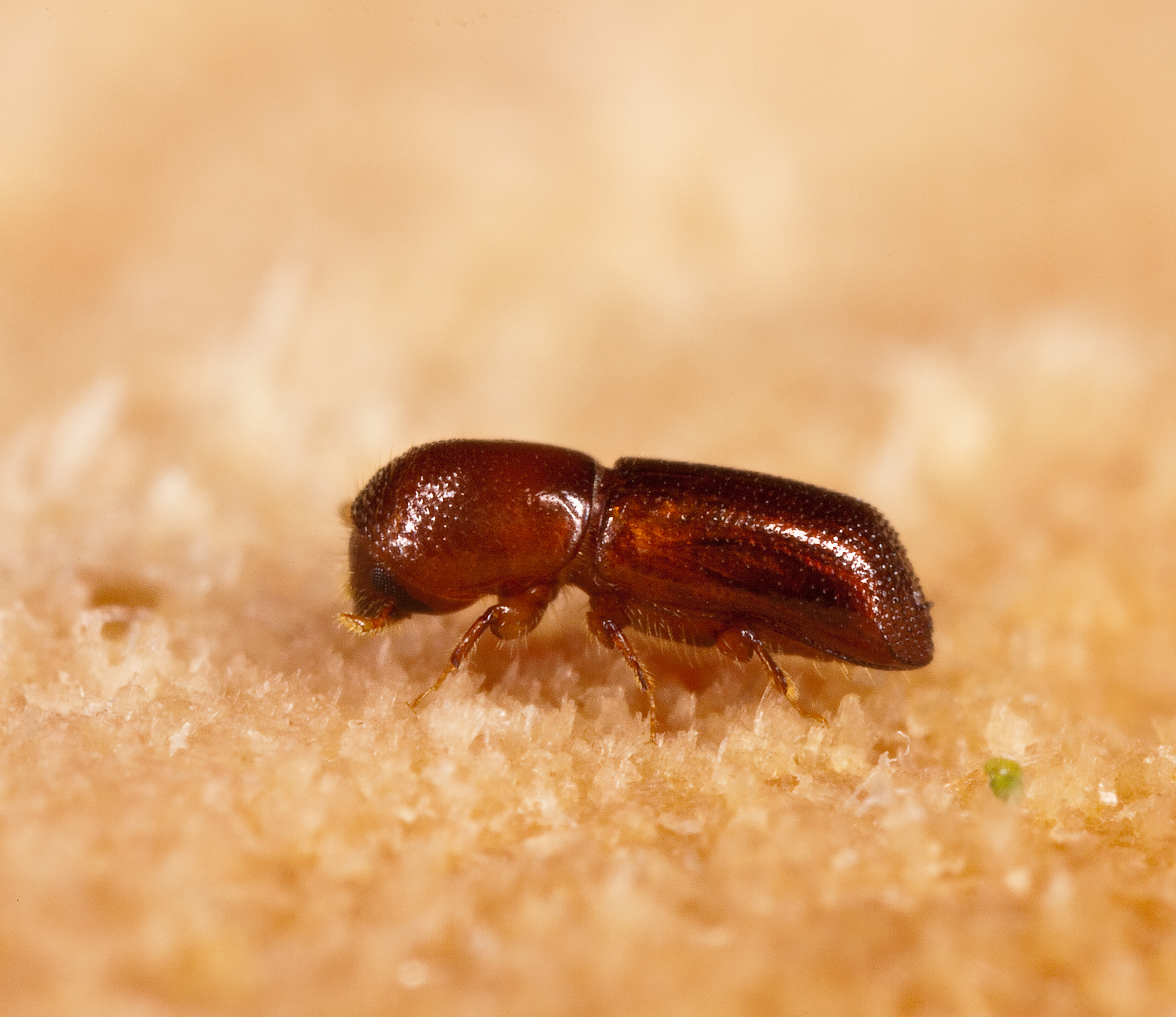
Femelle Xyleborus glabratus (longueur 2 mm).

La maladie du flétrissement de l'avocatier (en), maladie fongique causée par une espèce de champignons ascomycètes, Raffaelea lauricola, et transmise par une espèce de coléoptères, Xyleborus glabratus, originaires tous deux du Japon et de Taïwan, est apparue en 2003 dans le Sud-Est des États-Unis et y menace les cultures de l'avocatier (Persea americana) et de l'avocatier de Caroline (Persea borbonia (en)).